# Língua nauruana
O nauruano ou língua nauruana (dorerin Naoero) é uma língua austronésia falada em  Nauru. Estima-se que sejam 7.000 falantes, aproximadamente 50% da população. Quase todas as pessoas são bilingues, falando também inglês.
Esta é uma língua micronésia, família das línguas austronésias. Os seus códigos ISO 639 são 'na' e 'nau'.

## Dialetos
Conforme relatório publicado em 1937 em Sydney, havia uma grande diversidade de dialetos até Nauru se tornar uma colônia alemã em 1888 e até o início da publicação dos primeiros textos escritos em Nauruano. As variantes eram de tal forma diversas que os habitantes dos diversos distritos da colônia tinham muitas vezes problemas para se comunicar entre si. Com a crescente influência de línguas estrangeiras e com a maior quantidade de textos escritos em Nauruano, os dialetos naturalmente se agruparam numa língua padrão e única, o que foi promovido por meio de dicionárioss e traduções feitas por Alois Kayser e Philip Delaporte.
Hoje há muito menos variações dialetais. No distrito de Yaren e nas áreas circunvizinhas, por exemplo, há um dialeto epônimo que é falado apresentando apenas ligeiras diferenças em relação à língua nacional.

## Contribuições de Delaporte
Em novembro de 1899, o missionário protestante teuto-estadunidense Philip Adam Delaporte foi enviado a Nauru com sua família. Eles partiram do Hawaii através de Kusaie com apoio do American Board of Commissioners for Foreign Missions, enviados pela Central Union Church of Honolulu. A missão havia começado cerca de 10 anos antes por um pastor das Ilhas Gilbert, Tabuia. Essa missão manteve uma escola, que, junto à escola matida pela missão católica, formou o único sistema formal de educação na ilha por mais que duas décadas.
Delaporte traduziu numerosos textos religiosos em nauruano, incluindo o Novo Testamento, histórias do Antigo Testamento, um catecismo, um hinário, um texto escolar, e a história da Igreja Cristã. Em 1917, a London Missionary Society tomou o controle da Boston Board of Missions Church em Nauru, e os Delaportes retornaram aos Estados Unidos.

### Dicionário
Em 1907, Delaporte publicou seu dicionário de bolso de Alemão-Nauruano (Taschenwörterbuch Deutsch-Nauruisch). O dicionário é pequeno, aproximadamente 10,5cm por 14cm, com 65 páginas dedicadas ao glossário e mais 12 páginas dedicadas a expressões idiomáticas, organizadas alfabeticamente de acordo com o glossário alemão. Aproximadamente 1650 palavras alemãs foram traduzidas para o Nauruano, frequentemente por expressões idiomáticas ou formas sinônimas. Há cerca de 1300 palavras 'unicamente' nauruanas nas glosas, incluindo as que aparecem em expressões idiomáticas, e ignorando marcas diacríticas. Os acentos utilizados não são comuns; apenas o til é actualmente utilizado.

## Fonologia

### Consoantes
O nauruano tem 16~17 fonemas consoantes. A língua apresenta contrastes fonéticos entre consoantes labiais velarizadas e palatizadas, que são também geminadas. Essa velarização não é perceptível antes de vogais anteriores longas e a palatização também não se percebe diante de vogais frontais não abertas.
|                  |                  | Bilabial | Bilabial   | Dental1 | Dorsal | Dorsal | Dorsal |
| Palatizada       | Velarizada       | Palatal  | post-velar | Dental1 | Labial |        |        |
| ---------------- | ---------------- | -------- | ---------- | ------- | ------ | ------ | ------ |
| Nasal oclusival2 | Nasal oclusival2 | mʲ       | mˠ         | n       |        | ŋ      | (ŋʷ)   |
| Oclusiva         | voiceless        | pʲ       | pˠ         | t       |        | k      | kʷ     |
| Oclusiva         | Sonora           | bʲ       | bˠ         | d       |        | ɡ      | ɡʷ     |
| Aproximante3     | Aproximante3     |          |            |         | ʝ      |        | ɣʷ     |
| Rótica           | Rótica           |          |            | r4 rʲ5  |        |        |        |

1. Oclusivas dentais /t/ e /d/ se tornam [tʃ] e [dʒ] respectivamente diante de vogais frontais altas.[5]
2. Nasais também apresentam contrastes em comprimento.[6]
3. Aproximantes se tornam fricativas em "pronúncias com ênfase." Nathan (1974) transcritas  assim como  ⟨j⟩ e  ⟨w⟩ mas entenda-se que as mesmas contrastam com alofones não silábicos de vogais altas..
4. Dependendo da tonicidade, /r/ pode ser “tap” ou vibrante.
5. A real natureza fonética de /rʲ/ é desconhecida.  Nathan (1974) a transcreveu como ⟨r̵⟩ e especulou que ela pode se comportar num padrão como consoante palatizada, sendo parcialmente suavizada.

Entre uma vogal e um /mˠ/ de final de palavra aparece sempre um [b] epêntico.

### Vogais
São doze os fomemas vogais (seis longos, seis curtos).  Em adição à alofonia na tabela a seguir (conf. Harvcoltxt, Nathan -1974) }, o número de vogais se reduz em  [ə]:
| Fonema | Alofones  | Fonema | Alofones           |
| ------ | --------- | ------ | ------------------ |
| /ii/   | [iː]      | /uu/   | [ɨː ~ uː]          |
| /i/    | [ɪ ~ ɨ]   | /u/    | [ɨ ~ u]            |
| /ee/   | [eː ~ ɛː] | /oo/   | [oː ~ ʌ(ː) ~ ɔ(ː)] |
| /e/    | [ɛ ~ ʌ]   | /o/    | [ʌ]                |
| /aa/   | [æː]      | /ɑɑ/   | [ɑː]               |
| /a/    | [æ ~ ɑ]   | /ɑ/    | [ɑ ~ ʌ]            |

Vogais não-abertas (ou seja, todas exceto /aa/, /a/, /ɑɑ/ /ɑ/) se tornam não-silábicas diante de outra vogal como em  /e-oeeoun/ → [ɛ̃õ̯ɛ̃õ̯ʊn] ('esconder').
A tonicidade é na penúltima sílaba quando a sílaba final termina em vogal, na última sílaba quando a mesma termina em consoante e na inicial em caso de reduplicação.

## Escrita
Nas primeiras escritas da língua nauruana, 17 letras eram usadas:
- as cinco vogais:  a, e, i, o, u
- doze consoantes: b, d, g, j, k, m, n, p, q, r, t, w

As letras c, f, h, l, s, v, x, y, z  não eram usadas. Porém, com a crescente influência de línguas como Alemão, Tok Pisin e Kiribati algumas dessas letras foram sendo incorporadas ao alfabeto latino da língua. Além disso, diferenças fonéticas.
Hoje, depois da reforma ortográfica de 1938, são usadas as letras:
- Vogais: a, ã, e, i, o, õ, u, ũ
- Semivogal: j
- Consoantes: b, c, d, f, g, h, j, k, l, m, n, ñ, p, q, r, s, t, w, y, z

## Amostra
Trecho da Bíblia (Gênesis, 1.1–1.8):
1Ñaga ã eitsiõk õrig imim, Gott õrig ianweron me eb. 2Me eitsiõk erig imin ñana bain eat eb, me eko õañan, mi itũr emek animwet ijited, ma Anin Gott õmakamakur animwet ebõk. 3Me Gott ũge, Enim eaõ, me eaõen. 4Me Gott ãt iaõ bwo omo, me Gott õekae iaõ mi itũr. 5Me Gott eij eget iaõ bwa Aran, me E ij eget itũr bwa Anũbũmin. Ma antsiemerin ma antsioran ar eken ũrõr adamonit ibũm. 6Me Gott ũge, Enim tsinime firmament inimaget ebõk, me enim ekae ebõk atsin eat ebõk. 7Me Gott eririñ firmament, mõ õ ekae ebõk ñea ijõñin firmament atsin eat ebõk ñea itũgain firmament, mõ ũgan. 8Me Gott eij egen firmament bwe Ianweron. Ma antsiemerin ma antsioran ar eke ũrõr karabũmit ibũm.
É notável o fato do vocabulário Nauruano apresentar, como vemos acima, palavras de origem alemã (Ex.: Gott, Deus e d Firmament, Esfera celeste). Houve uma grande influência germânica devida à presença de missionário alemães ao fim do século XIX. Percebe-se também presença de influências do Latim, como em "õrig" (do Latim origo, início) .

## Palavras
| Nauruano       | Significado    |
| -------------- | -------------- |
| Anubumin       | Noite          |
| Aran           | Dia            |
| Bagadugu       | Ancestrais     |
| (E)kamawir Omo | Melhores votos |
| Ebok           | Água           |
| Firmament      | Terra; Céu     |
| Gott           | Deus           |
| Ianweron       | Paraíso        |
| Iao            | Luz            |
| Iow            | Paz            |
| Itur           | Escuridão      |
| orig           | Início         |
| Tarawong (ka)  | Adeus          |